# Їржі Яворський
Їржі Яворський (чеськ. Jiří Javorský; 9 лютого 1932 — 16 вересня 2002) — колишній чеський тенісист.
Перемагав на турнірах Великого шолома в змішаному парному розряді.

## Фінали турнірів Великого шолома

### Мікст: 2 (1–1)
| Результат | Рік  | Турнір            | Покриття | Партнер     | Суперники              | Рахунок       |
| --------- | ---- | ----------------- | -------- | ----------- | ---------------------- | ------------- |
| Перемога  | 1957 | Чемпіонат Франції | Ґрунт    | Вера Сукова | Едда Будінг Луїс Аяла  | 6–3, 6–4      |
| Поразка   | 1961 | Чемпіонат Франції | Ґрунт    | Вера Сукова | Дарлін Гард Род Лейвер | 0–6, 6–2, 3–6 |